# Richard Feller
Richard Feller (* 8. Dezember 1877 in Wattenwil; † 20. September 1958 in Bern; heimatberechtigt in Köniz) war ein Schweizer Historiker. 

## Leben
Der Sohn eines Lehrers studierte Geschichte an der Universität Bern, u. a. bei Gustav Tobler und Oskar Walzel, und schloss 1903 mit dem Sekundarlehrerpatent ab. Im selben Jahr wurde er promoviert, 1907 bestand er das Gymnasiallehrerexamen. Er war als Sekundarlehrer in Aarberg und Bern tätig. 1910 wurde er habilitiert. Von 1921 bis 1948 war er ordentlicher Professor für Schweizergeschichte an der Universität Bern.
Sein Hauptwerk ist die Geschichte Berns (4 Bände, erschienen 1946–1960).
Sein Sohn Harald Feller war Diplomat und rettete als Mitarbeiter an der Schweizer Gesandtschaft in Budapest während des Zweiten Weltkriegs ungarische Juden.

## Schriften
- Ritter Melchior Lussy von Unterwalden: Seine Beziehungen zu Italien und sein Anteil an der Gegenreformation. 2 Bände. H. v. Matt, Stans 1906/09 (Dissertation, Universität Bern, 1906).
- Die Schweiz und das Ausland im spanischen Erbfolgekrieg. K.J. Wyss, Bern 1912.
- Bündnisse und Söldnerdienst 1515–1798 (= Schweizer Kriegsgeschichte. H. 6). Ernst Kuhn, Biel 1916.
- Der Staat Bern in der Reformation (= Gedenkschrift zur Vierjahrhundertfeier der bernischen Kirchenreformation. Bd. 2). Ev.-ref. Synodalrat, Bern 1928.
- Die Universität Bern 1834–1934. Haupt, Bern 1935.
- Geschichte der Schweiz im 17. und 18. Jahrhundert. In: Geschichte der Schweiz. Band 2. Schulthess, Zürich 1938, Buch 4, S. 1–264.
- Die schweizerische Geschichtschreibung im 19. Jahrhundert. Niehans, Zürich 1938.
- Geschichte Berns. 4 Bände. Herbert Lang, Bern 1946–1960.
- Berns Verfassungskämpfe 1846. Herbert Lang, Bern 1948.
- (mit Edgar Bonjour) Geschichtsschreibung der Schweiz vom Spätmittelalter zur Neuzeit. 2 Bände. Schwabe, Basel 1962.